# X²O Badkamers Trofee 2021-2022
 (septembre 2021).
Si vous disposez d'ouvrages ou d'articles de référence ou si vous connaissez des sites web de qualité traitant du thème abordé ici, merci de compléter l'article en donnant les références utiles à sa vérifiabilité et en les liant à la section « Notes et références ».
Navigation
2020-2021 2022-2023
Le X²O Badkamers Trofee 2021-2022 est la 35e édition du trophée Cyclo-cross. Il est composé de huit manches ayant lieu en Belgique entre le 1er novembre 2021 et le 13 février 2022. Toutes les courses font partie du calendrier de la saison de cyclo-cross masculine et féminine 2021-2022. Elles donnent lieu à un classement général au temps.
Par rapport à l'édition précédente, le Scheldecross d'Anvers est remplacé par l'Azencross de Loenhout, prévu mais annulé en 2021.

## Hommes élites

### Résultats
| # | Date         | Lieu                                         | Vainqueur              | Deuxième               | Troisième         | Leader du classement général |
| - | ------------ | -------------------------------------------- | ---------------------- | ---------------------- | ----------------- | ---------------------------- |
| 1 | 1er novembre | Audenarde (Koppenbergcross)                  | Eli Iserbyt            | Toon Aerts             | Lars van der Haar | Eli Iserbyt                  |
| 2 | 27 novembre  | Courtrai (CAPS Urban Cross)                  | Toon Aerts             | Eli Iserbyt            | Corné van Kessel  | Toon Aerts                   |
| 3 | 30 décembre  | Loenhout (Azencross)                         | Wout van Aert          | Michael Vanthourenhout | Toon Aerts        | Toon Aerts                   |
| 4 | 1er janvier  | Baal (Grand Prix Sven Nys)                   | Wout van Aert          | Tom Pidcock            | Eli Iserbyt       | Toon Aerts                   |
| 5 | 5 janvier    | Herentals (Herentals Crosst)                 | Wout van Aert          | Tom Pidcock            | Toon Aerts        | Toon Aerts                   |
| 6 | 22 janvier   | Hamme (Flandriencross)                       | Laurens Sweeck         | Toon Aerts             | Eli Iserbyt       | Toon Aerts                   |
| 7 | 6 février    | Lille (Krawatencross)                        | Toon Aerts             | Niels Vandeputte       | Lars van der Haar | Toon Aerts                   |
| 8 | 13 février   | Bruxelles (Brussels Universities Cyclocross) | Michael Vanthourenhout | Eli Iserbyt            | Jens Adams        | Toon Aerts                   |

### Classement général
| Pos | Coureur                |    | Temps         |
| --- | ---------------------- | -- | ------------- |
| 1   | Toon Aerts             | en | 8 h 6 min 9 s |
| 2   | Eli Iserbyt            | +  | 5 min 40 s    |
| 3   | Michael Vanthourenhout | +  | 7 min 55 s    |
| 4   | Lars van der Haar      | +  | 14 min 39 s   |
| 5   | Tom Meeusen            | +  | 15 min 39 s   |
| 6   | Laurens Sweeck         | +  | 16 min 24 s   |
| 7   | Jens Adams             | +  | 18 min 25 s   |
| 8   | Corné van Kessel       | +  | 19 min 38 s   |
| 9   | Wout van Aert          | +  | 21 min 4 s    |
| 10  | Toon Vandebosch        | +  | 22 min 7 s    |

## Femmes élites

### Résultats
| # | Date         | Lieu                                         | Vainqueur       | Deuxième           | Troisième          | Leader du classement général |
| - | ------------ | -------------------------------------------- | --------------- | ------------------ | ------------------ | ---------------------------- |
| 1 | 1er novembre | Audenarde (Koppenbergcross)                  | Clara Honsinger | Denise Betsema     | Kata Blanka Vas    | Clara Honsinger              |
| 2 | 27 novembre  | Courtrai (CAPS Urban Cross)                  | Lucinda Brand   | Ceylin Alvarado    | Denise Betsema     | Denise Betsema               |
| 3 | 30 décembre  | Loenhout (Azencross)                         | Lucinda Brand   | Denise Betsema     | Shirin van Anrooij | Denise Betsema               |
| 4 | 1er janvier  | Baal (Grand Prix Sven Nys)                   | Lucinda Brand   | Ceylin Alvarado    | Denise Betsema     | Denise Betsema               |
| 5 | 5 janvier    | Herentals (Herentals Crosst)                 | Lucinda Brand   | Denise Betsema     | Annemarie Worst    | Denise Betsema               |
| 6 | 22 janvier   | Hamme (Flandriencross)                       | Lucinda Brand   | Shirin van Anrooij | Denise Betsema     | Lucinda Brand                |
| 7 | 6 février    | Lille (Krawatencross)                        | Lucinda Brand   | Annemarie Worst    | Ceylin Alvarado    | Lucinda Brand                |
| 8 | 13 février   | Bruxelles (Brussels Universities Cyclocross) | Denise Betsema  | Lucinda Brand      | Manon Bakker       | Lucinda Brand                |

### Classement général
| Pos | Coureuse                 |    | Temps          |
| --- | ------------------------ | -- | -------------- |
| 1   | Lucinda Brand            | en | 6 h 18 min 9 s |
| 2   | Denise Betsema           | +  | 2 min 22 s     |
| 3   | Annemarie Worst          | +  | 9 min 14 s     |
| 4   | Ceylin Alvarado          | +  | 14 min 15 s    |
| 5   | Sanne Cant               | +  | 21 min 38 s    |
| 6   | Marion Norbert-Riberolle | +  | 23 min 50 s    |
| 7   | Manon Bakker             | +  | 25 min 46 s    |
| 8   | Anna Kay                 | +  | 26 min 46 s    |
| 9   | Clara Honsinger          | +  | 27 min 31 s    |
| 10  | Aniek van Alphen         | +  | 28 min 54 s    |

## Hommes espoirs

### Résultats
| # | Date         | Lieu                                         | Vainqueur     | Deuxième      | Troisième           | Leader du classement général |
| - | ------------ | -------------------------------------------- | ------------- | ------------- | ------------------- | ---------------------------- |
| 1 | 1er novembre | Audenarde (Koppenbergcross)                  | Pim Ronhaar   | Cameron Mason | Thibau Nys          | Pim Ronhaar                  |
| 2 | 27 novembre  | Courtrai (CAPS Urban Cross)                  | Pim Ronhaar   | Cameron Mason | Joran Wyseure       | Pim Ronhaar                  |
| 3 | 30 décembre  | Loenhout (Azencross)                         | Thibau Nys    | Mees Hendrikx | Emiel Verstrynge    | Pim Ronhaar                  |
| 4 | 1er janvier  | Baal (Grand Prix Sven Nys)                   | Thibau Nys    | Jente Michels | Pim Ronhaar         | Pim Ronhaar                  |
| 5 | 5 janvier    | Herentals (Herentals Crosst)                 | Thibau Nys    | Pim Ronhaar   | Victor Van de Putte | Pim Ronhaar                  |
| 6 | 22 janvier   | Hamme (Flandriencross)                       | Joran Wyseure | Cameron Mason | Gerben Kuypers      | Pim Ronhaar                  |
| 7 | 6 février    | Lille (Krawatencross)                        | Pim Ronhaar   | Mees Hendrikx | Thibau Nys          | Pim Ronhaar                  |
| 8 | 13 février   | Bruxelles (Brussels Universities Cyclocross) | Pim Ronhaar   | Joran Wyseure | Mees Hendrikx       | Pim Ronhaar                  |

### Classement général
| Pos | Coureur             |    | Temps           |
| --- | ------------------- | -- | --------------- |
| 1   | Pim Ronhaar         | en | 6 h 30 min 22 s |
| 2   | Thibau Nys          | +  | 7 min 33 s      |
| 3   | Joran Wyseure       | +  | 15 min 13 s     |
| 4   | Anton Ferdinande    | +  | 17 min 4 s      |
| 5   | Cameron Mason       | +  | 17 min 13 s     |
| 6   | Mees Hendrikx       | +  | 21 min 10 s     |
| 7   | Victor Van de Putte | +  | 21 min 15 s     |
| 8   | Gerben Kuypers      | +  | 22 min 26 s     |
| 9   | Witse Meeussen      | +  | 25 min 28 s     |
| 10  | Lennert Belmans     | +  | 26 min 15 s     |

## Femmes juniors

### Résultats
| # | Date        | Lieu                         | Vainqueur       | Deuxième           | Troisième          | Leader du classement général |
| - | ----------- | ---------------------------- | --------------- | ------------------ | ------------------ | ---------------------------- |
| 1 | 30 décembre | Loenhout (Azencross)         | Leonie Bentveld | Vanda Dlasková     | Mirre Knaven       | Leonie Bentveld              |
| 2 | 1er janvier | Baal (Grand Prix Sven Nys)   | Leonie Bentveld | Katherine Sarkisov | Kateřina Hladiková | Leonie Bentveld              |
| 3 | 5 janvier   | Herentals (Herentals Crosst) | Leonie Bentveld | Mirre Knaven       | Julia Kopecky      | Leonie Bentveld              |
| 4 | 6 février   | Lille (Krawatencross)        | Zoe Bäckstedt   | Xaydée Van Sinaey  | Fleur Moors        | Leonie Bentveld              |

### Classement général
| Pos | Coureuse           |    | Temps           |
| --- | ------------------ | -- | --------------- |
| 1   | Leonie Bentveld    | en | 2 h 37 min 29 s |
| 2   | Ava Holmgren       | +  | 5 min 5 s       |
| 3   | Katherine Sarkisov | +  | 5 min 45 s      |
| 4   | Mirre Knaven       | +  | 6 min 38 s      |
| 5   | Isabella Holmgren  | +  | 7 min 14 s      |
| 6   | Julia Kopecky      | +  | 7 min 39 s      |
| 7   | Kateřina Hladiková | +  | 8 min 1 s       |
| 8   | Mia Aseltine       | +  | 9 min 25 s      |
| 9   | Bára Jeřábková     | +  | 9 min 44 s      |
| 10  | Vanda Dlasková     | +  | 10 min 11 s     |